# Chebba (délégation)
Chebba est une délégation tunisienne dépendant du gouvernorat de Mahdia.
En 2014, elle compte 24 515 habitants dont 12 026 hommes et 12 489 femmes répartis dans 6 978 ménages et 10 207 logements.